# Margaret Hayes
Margaret Hayes, nata Florette Regina Ottenheimer (Baltimora, 5 dicembre 1913 – Miami Beach, 26 gennaio 1977), è stata un'attrice statunitense.

## Filmografia parziale

### Cinema
- I dimenticati (Sullivan's Travels), regia di Preston Sturges (1941)
- La chiave di vetro (The Glass Key), regia di Stuart Heisler (1942)
- Sabato tragico (Violent Saturday), regia di Richard Fleischer (1955)
- Il seme della violenza (Blackboard Jungle), regia di Richard Brooks (1955)
- Domani m'impiccheranno (Good Day for a Hanging), regia di Nathan H. Juran (1959)
- La notte delle jene (13 West Street), regia di Philip Leacock (1962)

### Televisione
- Lights Out – serie TV, episodio 3x26 (1951)
- The Doctor – serie TV, episodio 1x18 (1952)
- The 20th Century-Fox Hour – serie TV, episodio 1x14 (1956)
- Wire Service – serie TV, episodio 1x11 (1956)
- Conflict – serie TV, episodio 1x16 (1957)
- Perry Mason – serie TV, 4 episodi (1957-1963)
- Westinghouse Desilu Playhouse – serie TV, episodio 1x16 (1959)
- Goodyear Theatre – serie TV, episodio 2x14 (1959)
- The Chevy Mystery Show – serie TV, episodio 1x09 (1960)
- The New Breed – serie TV, episodi 1x18-1x19 (1962)
- Corruptors (Target: The Corruptors) – serie TV, episodio 1x28 (1962)
- A Flame in the Wind – serie TV, 44 episodi (1965)